# Dasychira pilodes
Dasychira pilodes är en fjärilsart som beskrevs av Collenette 1935. Dasychira pilodes ingår i släktet Dasychira och familjen tofsspinnare. Inga underarter finns listade i Catalogue of Life.